# سبيل

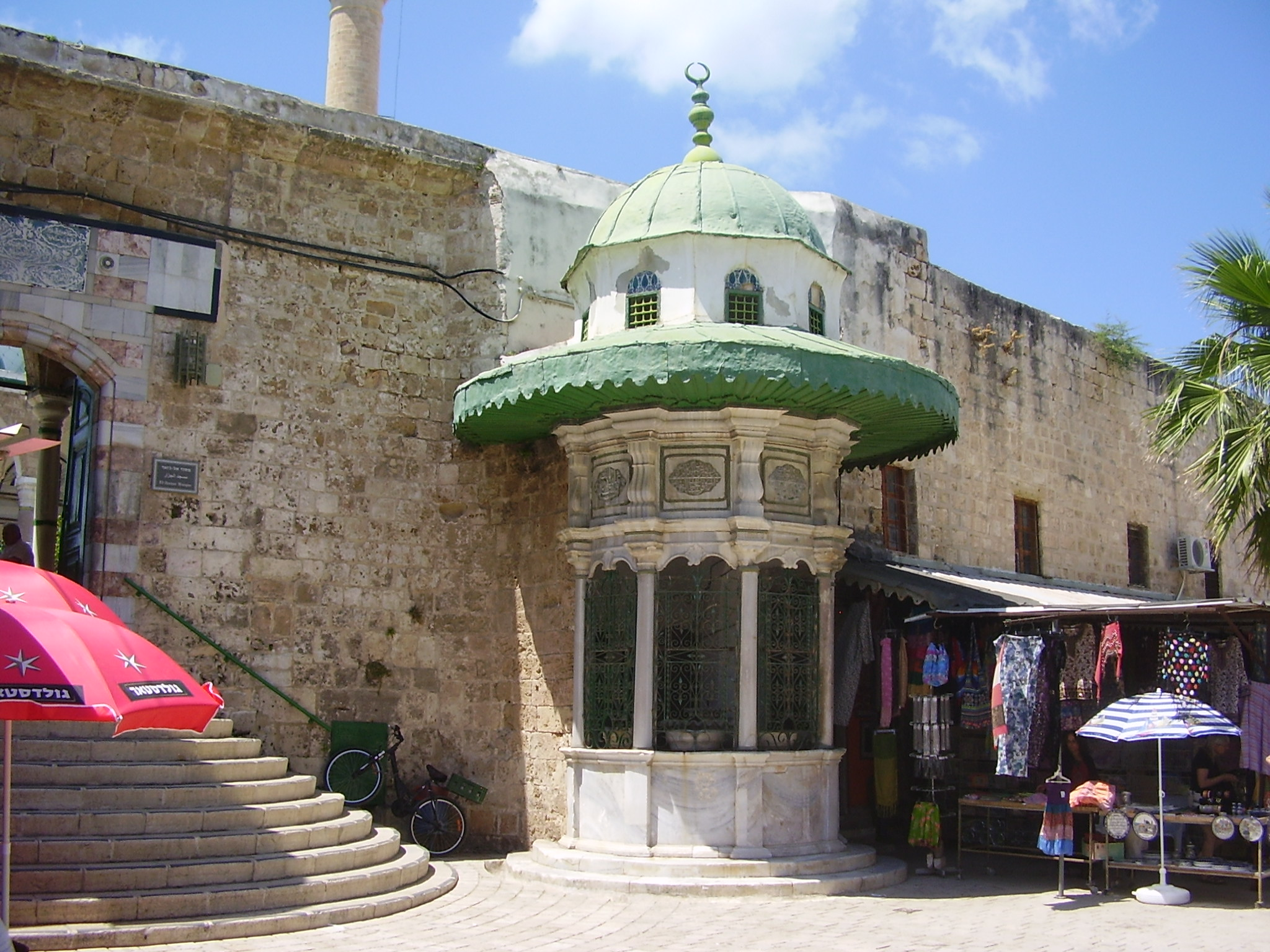
سبيل في عكا.

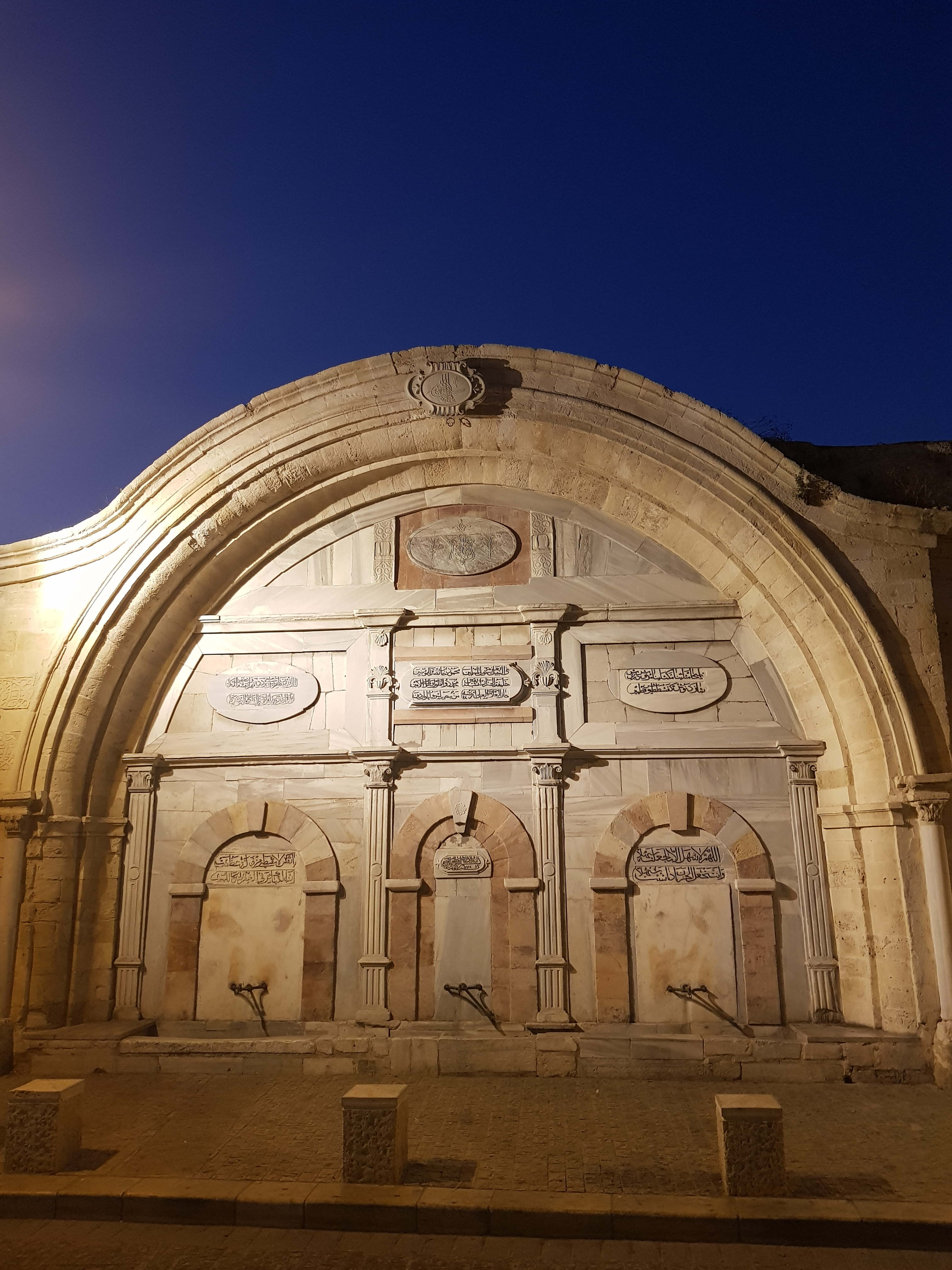
سبيل سليمان

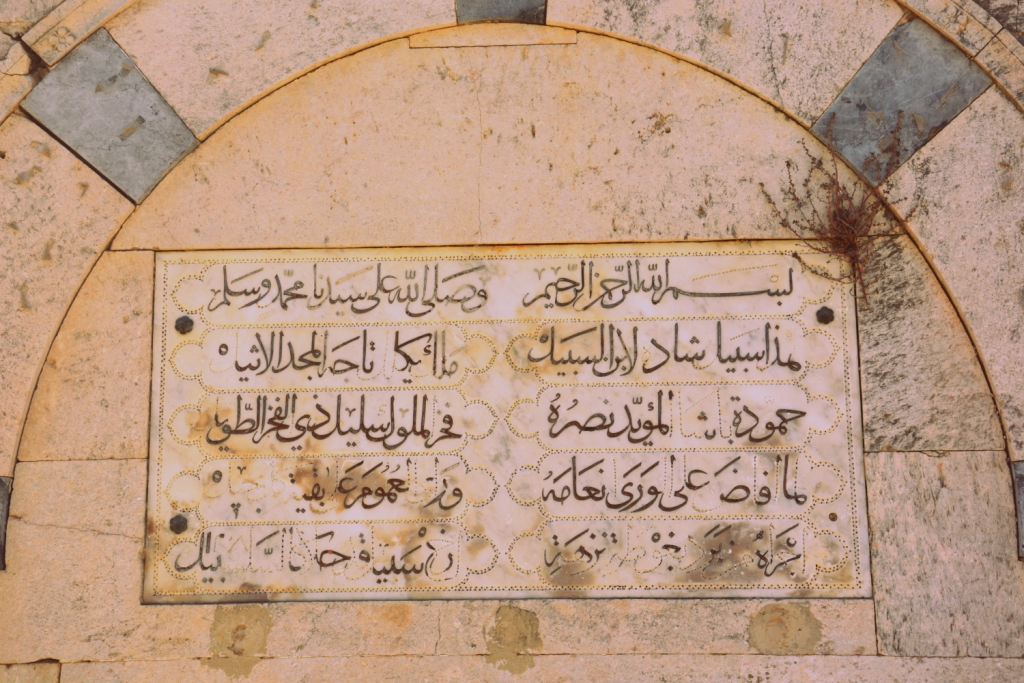
بيت من الشعب مكتوب على سبيل تونسي:بسم الله الرحمن الرحيم وصلى الله على سيدنا محمد وسلم هذا سبيل شاد لابن السبيل *** ملك يكلل تاجه المجد الأثيل حمودة باشا المؤيد نصره ***فخر الملول سليل ذي الفخر الطويل لما أفاض على الورى نعامه *** وراق العموم على بقية كل بخيل جراه من برد بغوط نزهة *** نح سبيل قد حلا كالسلسبيل

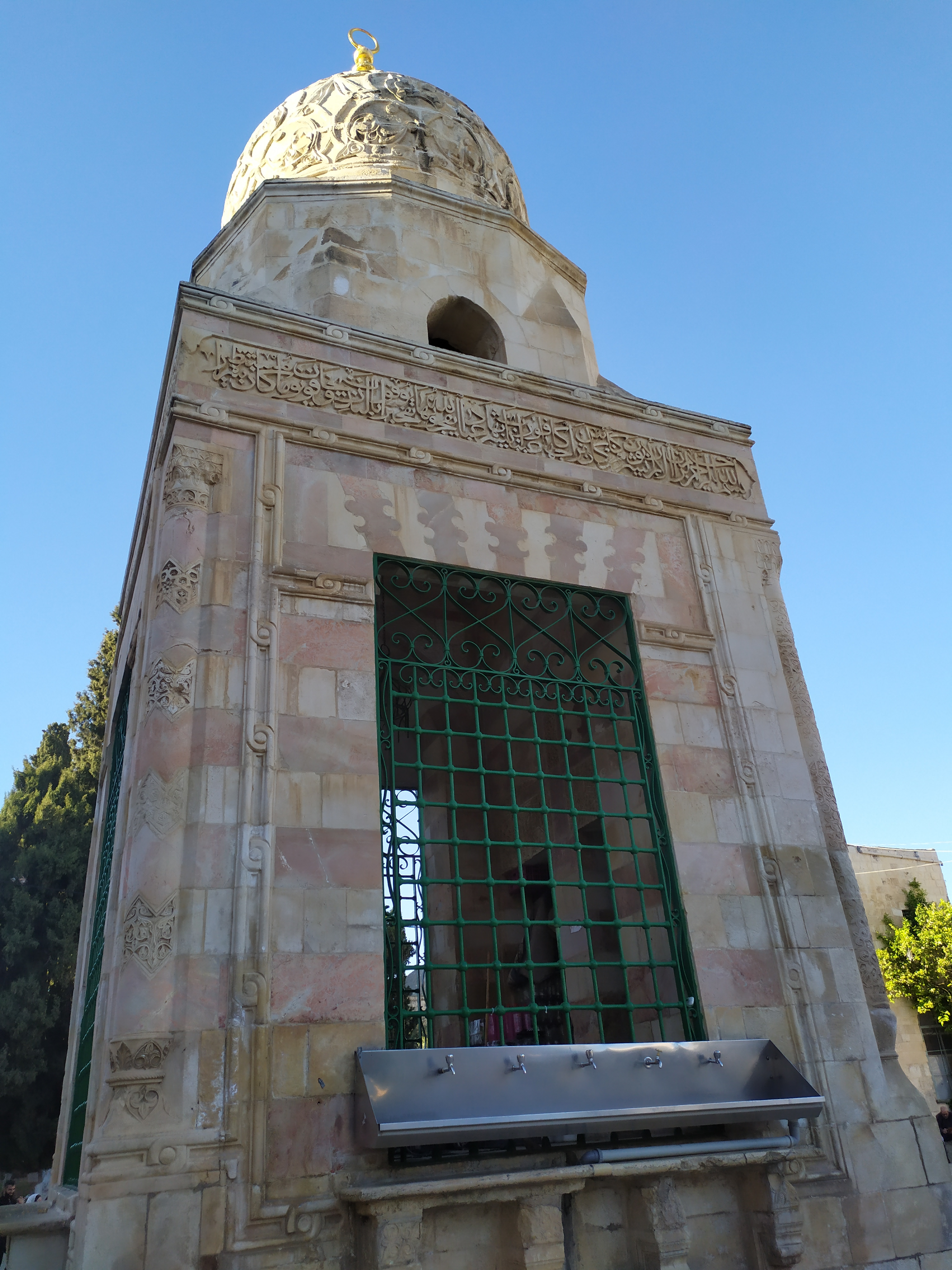
سبيل قايتباي في المسجد الأقصى في القدس

السبيل (الجمع: أَسْبِلَة، سُبُل) هو وقف لسقي الماء لعابري السبيل والمارة مجاناً رغبة في الأجر، كان المسلمون يعدون السبيل أعظم ما يثاب عليه المرء من أعمال البر عملاً بالحديث الشريف عَنْ سَعْدِ بْنِ عُبَادَةَ أَنَّ أُمَّهُ مَاتَتْ فَقَالَ: يَا رَسُولَ اللَّهِ إِنَّ أُمِّي مَاتَتْ أَفَأَتَصَدَّقُ عَنْهَا ؟ قَالَ: نَعَمْ قَالَ فَأَيُّ الصَّدَقَةِ أَفْضَلُ ؟ قَالَ: «سَقْيُ الْمَاءِ» فَتِلْكَ سِقَأيَةُ سَعْدٍ بالمدينة، وكانت السبيل تبنى ملحقة بمبان أخرى مثل المساجد أو المدارس أو الخانقاوات ثم غدت مستقلة بعد ذلك ويلحق بها أحياناً بناء لتحفيظ القرآن الكريم.

## مفهوم السبيل
الأسبلة في اللغة: جمع سبيل، وفي الاصطلاح: مكان عام للشرب جعل ماؤه لسقاية عابري السبيل من قبيل أعمال الصدقة.

## الأسبلة في العصور الوسطى
كان الاهتمام ببناء الأسبلة عادة قديمة عند كل الملوك والسلاطين، ولكن عند المسلمين أخذت طابعاً مميزاً بحيث سارع أهل الخير والأغنياء للتنافس فيما بينهم لعمل الخير وذلك النوع من المنشآت يعتبر فعلاً من أعمال الخير، ولذلك سارع السلاطين والأمراء والحكام على إنشاء الأسبلة في الأزقة والطرقات وفي الأماكن العامة حتى يعم الخير، وبذلك ينالون الأجر والثواب، ونظراً لأهمية ودور تلك المنشآت المعمارية في الحياة العامة فنادراً ما نجد مدينة إسلامية تخلو من سبيل أو عدة أسبلة.
وتعتبر الأسبلة من المنشآت الاجتماعية غير الخاصة بالمسافرين والتجار، وكان الغرض منها تيسير الحصول على ماء الشرب، وهي من المنشآت والأعمال الخيرية الجاري ثوابها، وقد انتشرت في الأقطار العربية والإسلامية وبلاد العرب ومكة والمدينة ومصر ودمشق، وقد يبنون بجوارها بيوتاً يأوي إليها المارة وعابري السبيل، وأول بناء للأسبلة في مصر في العصر المملوكي كان ابتداء من القرن السادس الهجري – الثاني عشر الميلادي وكان معظمها من أعمال الأمراء والسلاطين ونسائهم كأنها كفارة عن الذنوب والآثام كما بنى الأغنياء تلك الأسبلة صدقة جارية لأنفسهم أو لأبنائهم أو لأحد أقاربهم المتوفين وتحتها صهريج ملئ بالماء تستخدم للشرب، وكان يسمح للمارة من كل الجنسيات والملل من المسيحيين واليهود والأجانب كذلك باستعمالها ولا ينقطع الماء عنها أبداً.
أما عن الأسبلة في بلاد الشام فلم يتناول الرحالة الأجانب ذكر تلك المنشآت على الرغم من كثرتها، كما كانت في مصر، ولذلك يمكن عرض تلك الأسبلة في بلاد الشام اعتماداً على ما ذكرته المصادر الإسلامية المعاصرة والمراجع العربية، فقد اهتم سلاطين المماليك بإنشاء الأسبلة في مدن بلاد الشام الرئيسية أهمها، مدينة بيت المقدس في أماكن عديدة وذلك نظراً لقلة المياه فكانت المدينة بحاجة أساسية وضرورية لمياه الشرب فاهتم السلاطين المماليك بتوصيل المياه إلى السكان، ولذلك قام السلطان برسباي بتجديد سبيل شعلان وهو السبيل الذي بناه الملك المعظم عيسى الأيوبي عام 613هـ / 1216 م ومذكور ذلك على لوحة السبيل «جدد ذلك السبيل والمصلى والمحراب العبد الفقير لله شاهين ناظر الحرمين أيام مولانا الملك الأشرف برسباي خلد الله ملكه بتاريخ شهر رمضان المعظم عام 832 ـ / 1428 م».
أما الأسبلة الأخرى الحديثة في بيت المقدس وصفها المؤرخ مجير الدين الحنبلي «بأن السلطان الأشرف في عام 860هـ / 1455م أنشأ السبيل القائم بين مسجد الصخرة والمطهرة والمعروف بسبيل قايتباي، حيث يوجد فوق البئر المقابل لدرج الصخرة الغربي، وكان قديماً على البئر المذكور وقبة مبنية بالأحجار كغيره من الآبار الموجودة بالمسجد فأزيلت تلك القبة وبنى السبيل المستجد وفرش أرضيته بالرخام»

## الأسبلة المائية في العمارة الإسلامية

### نظرة الإسلام للأسبلة
تبارى المسلمون في إنشاء الأسبلة، باعتبارها نوعا من الصدقة الجارية التي يصل ثوابها إلى صاحبها حتى بعد موته، فعن سعد ابن عبادة  قال: قلت يا رسول الله: أي الصدقة أفضل؟ قال: "سقي الماء"، وقد أسهم الوقف في انتشار الأسبلة، ويحفل التاريخ الإسلامي بأسماء الكثير من الشخصيات التي كانت لها إسهامات بارزة في مجال الأمن المائي، مثل: أبي جعفر محمد علي بن أبي منصور، المعروف (بالجواد الأصبهاني)، فقد بنى وأوقف الكثير من الأسبلة في مكة، واختط صهاريج الماء، ووضع الجباب في طرق الحج لتجميع ماء المطر فيها.

## إدارة الأسبلة المائية
اهتم المسلون بالأسبلة كثيرا وخصصوا لها من يقوم برعايتها وإدارة خدماتها ومن هؤلاء:
1. المزملاني: من يقوم بتسبيل الماء للناس وملء الصهريج الخاص بالسبيل
2. الفراش: من يقوم بتنظيف السبيل من الخارج
3. الكناس: من يقوم بكنس أرض السبيل
4. السباك: من يولى ما يحتاج إليه السبيل من ترميم الأقصاب والمزاريب والمجاري
5. السقا أو الساقي: وهو من كان يحمل الماء من السبيل إلى بيوت الأهالي في قرب خاصة.[2]

## أبرز نماذج الأسبلة المائية
فكرة توفير الماء للناس وتسهيل الحصول عليه حاضرة في الجزيرة العربية قبل الإسلام، وكان أشراف قريش يتسابقون على الفوز بالسقاية للوافدين لزيارة بيت الله، وكان ذلك من مآثرهم، واشترى عثمان ابن عفان  بئر رومه، وقال له النبي ﷺ: (اجعلها سقاية للمسلمين وأجرها لك)، وجعلها عثمان  للفقير والغني وابن السبيل ووضع عمر ابن الخطاب  في طريق السبيل بين مكة والمدينة ما يصلح ما ينقطع به ويحمل من ماء إلى ماء، وقال: ابن السبيل أحق بالماء والظل.

### ومن الأسبلة المائية
- سبيل بئر أم الجود على بعد 7 كيلو متر غرب مصنع الكسوة الشريفة، بني في أواخر العصر العثماني ثم جدد عمارته الملك عبد العزيز  عام 1362هـ.
- سبيل بئر الحديبية على الطريق القديم بين مكة وجده بناه إبراهيم رفعت باشا وجدد عمارته الملك عبد العزيز  عام 1361هـ.
- سبيل الكأس في المسجد الأقصى أمام الجامع القبلي تم بناءه في عهد السلطان الأيوبي أبو بكر بن أيوب عام 589هـ.
- سبيل قاسم باشا الواقع بين المدرسة الأشرفية غربا والصحن الغربي للصخرة المشرفة، بناءه والي القدس قاسم باشا عام933هـ
- سبيل سليمان الواقع في الساحات الشمالية للمسجد الأقصى والذي بناه السلطان العثماني سليمان القانوني عام 943هـ.[8]

## وصف السبيل
لا توجد مصادر إسلامية معاصرة تصف السبيل وملحقاته بدقة، وما يوجد داخله من أدوات ومعدات، «فالسبيل عبارة عن مبنى يحتوي على طابقين، الأول عبارة عن بئر محفور في الأرض بها ماء الأمطار أو ماء النيل يعلوه غطاء أو سقف من الرخام، أما الطابق الثاني فيرتفع عن سطح الأرض وتسمى حجرة التسبيل أو المزملة لتوزيع الماء على الراغبين ويقوم المزملاتي (الشخص المعين من قبل منشئ السبيل لرفع المياه من فتحة البئر) برفع الماء من البئر بواسطة قنوات يجرى تحت البلاط المصنوع من الحجر الصلب وينتهي الماء إلى فتحات معدة لرفع الماء، وكان الماء يرفع من تلك الفتحات بواسطة كيزان مربوطة بسلاسل مثبته بقضبان النوافذ، أما طريقة التشغيل فكانت تتم بواسطة بكرة فوق البئر محمولة على خشبه مربوط بها حبل، وكان بطرف الحبل سطل يرفع به المزملاتي الماء إلى القنوات الموجودة تحت بلاط المزملة فيجرى إلى النوافذ القائمة عند فتحات القنوات، وكان طالب الماء يصعد على سلالم موجودة أسفل كل نافذة إلى حيث يجد الماء فيحصل على حاجته بالكوز»
وكانت تصنع تلك النوافذ من النحاس، وقد أبدع الفنان المسلم في أشكال وزخارف تلك النوافذ، وتمثل نافذة سبيل السلطان قايتباي 879 هـ / 1474 م من العصر المملوكي النمط التقليدي لتلك النوافذ والذي ظل مستمراً حتى فترة القرن الثاني عشر الهجري / الثامن عشر الميلادي في مصر وتبدو تلك النوافذ على هيئة مربعات تحتل كامل النافذة حتى الجزء السفلي منه، بالإضافة إلى وظيفة السبيل في توفير المياه للمارة فقد كان له وظيفة أخرى مهمة خاصة في مصر وهي وظيفة التعليم، حيث كان يلحق بالسبيل وفي الجزء العلوي منه والذي يمثل الطابق الثالث في السبيل مكتب أو كتاب ليتعلم فيه أبناء المسلمين مبادئ القراءة والكتابة وتحفيظ القرآن، واستمر الجمع بين وظيفة السقاية والتعلم في بناء الأسبلة منذ فترة الحكم المملوكي وهو الشيء الذي يعطي السبيل المصري خصوصية وتفرده من الأسبلة الأخرى التي أُنشِأت في معظم مدن العالم الإسلامي.
كما وصف لنا جومار وصفاً عاماً آخرَ للسبيل حيث يتكون من ثلاث طوابق أحدهما الواقع تحت سطح الأرض عبارة عن خزان واسع تصب فيه الماء، ويرفع الطابق العلوي عدد من الأعمدة الرخامية الجيدة النحت وزخارف على الحجر والبرونز، وكان يتزود منها الناس بالمياه التي يحتاجون إليها مجاناً في كل المواسم وينقل إليها الماء بعناء شديد من فرع النيل حيث يوجد في الشوارع جمال مخصصة لذلك، أما الطابق الثالث فسمّي الكتّاب المجاني، واقتصر على تعليم الأطفال القراءة والكتابة والحساب، ويصرف عليه من ريع مؤسسة السبيل ويتم التعليم فيه عن طريق تلقين التلاميذ في وقت واحد القراءة والكتابة.

## معرض صور

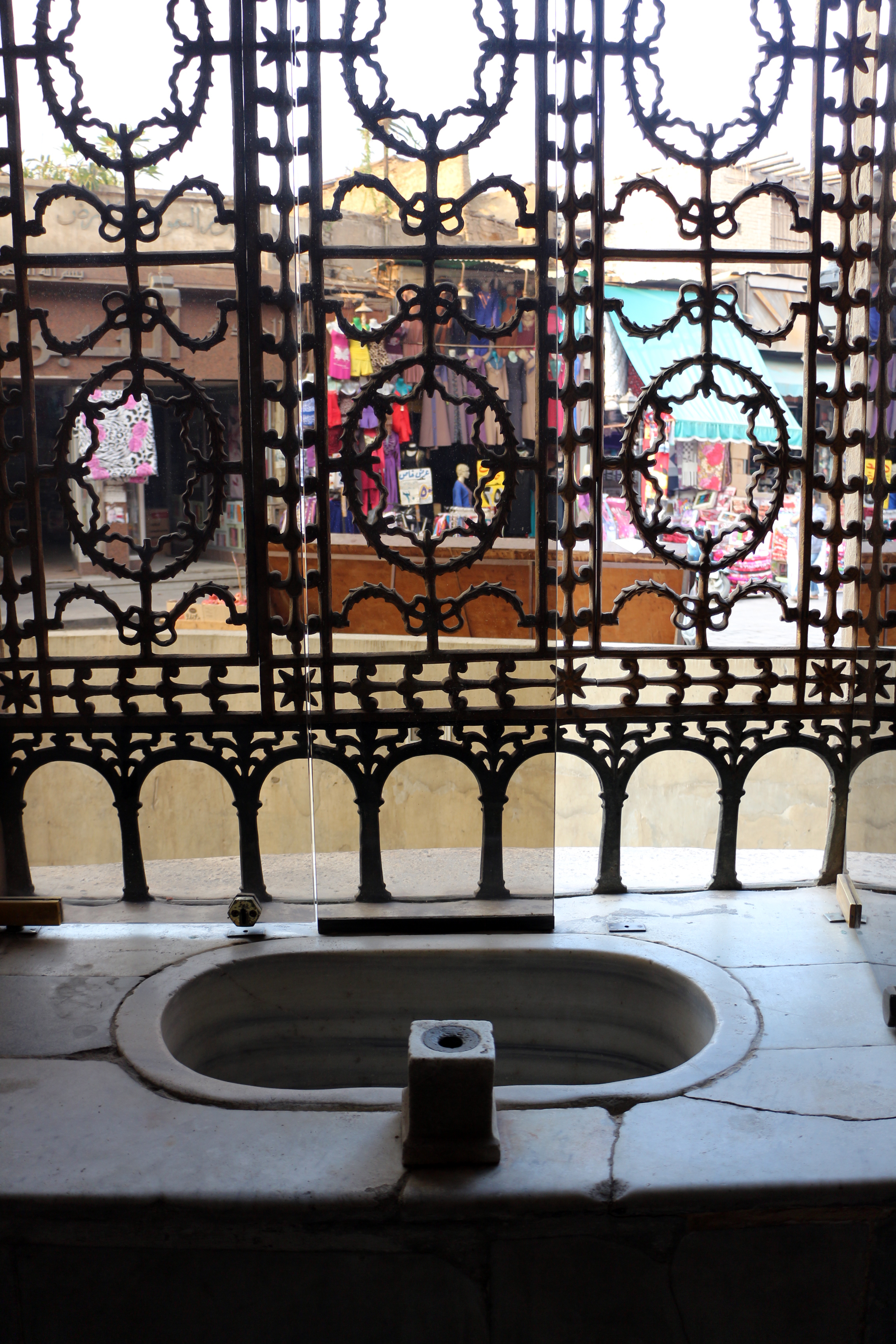
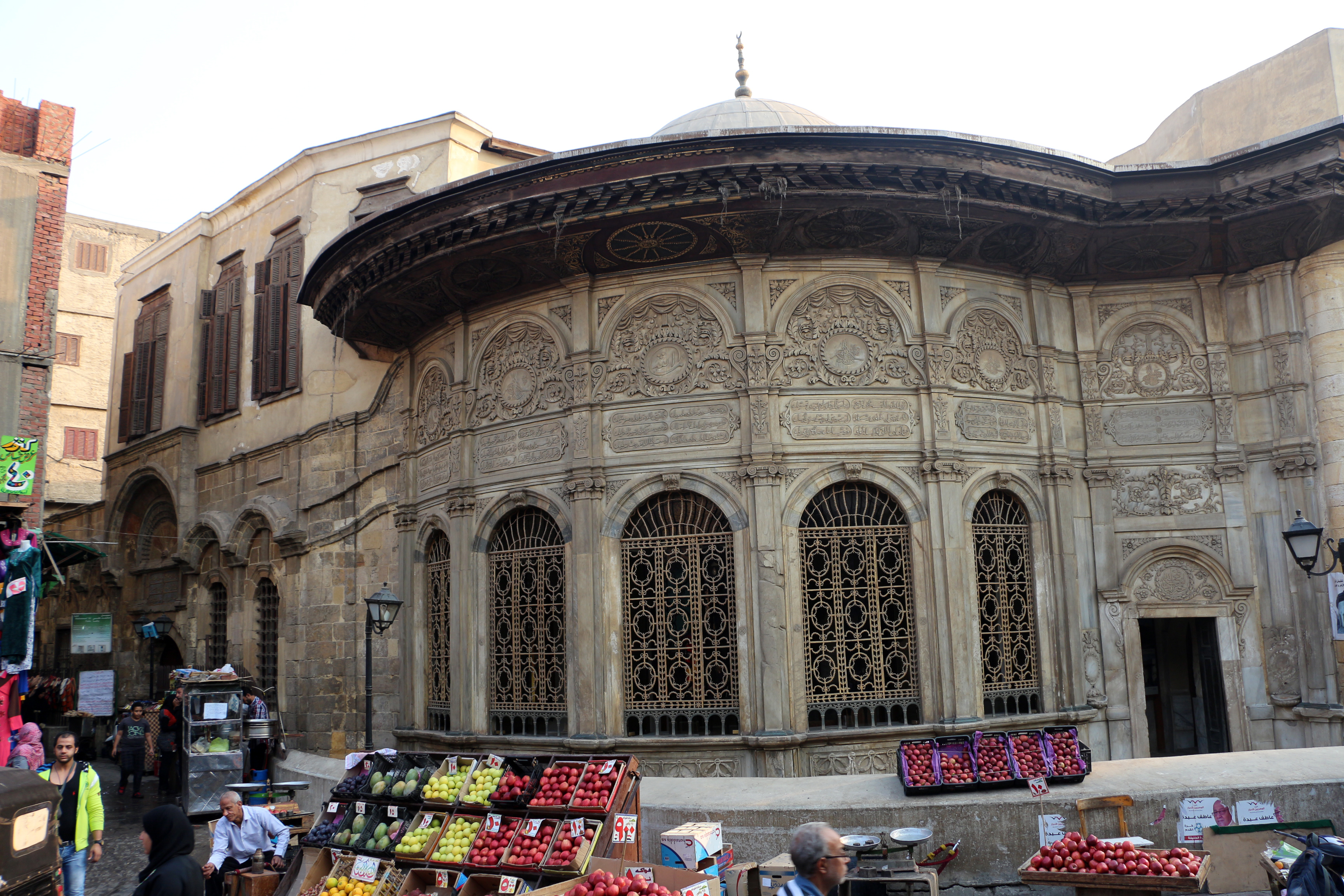
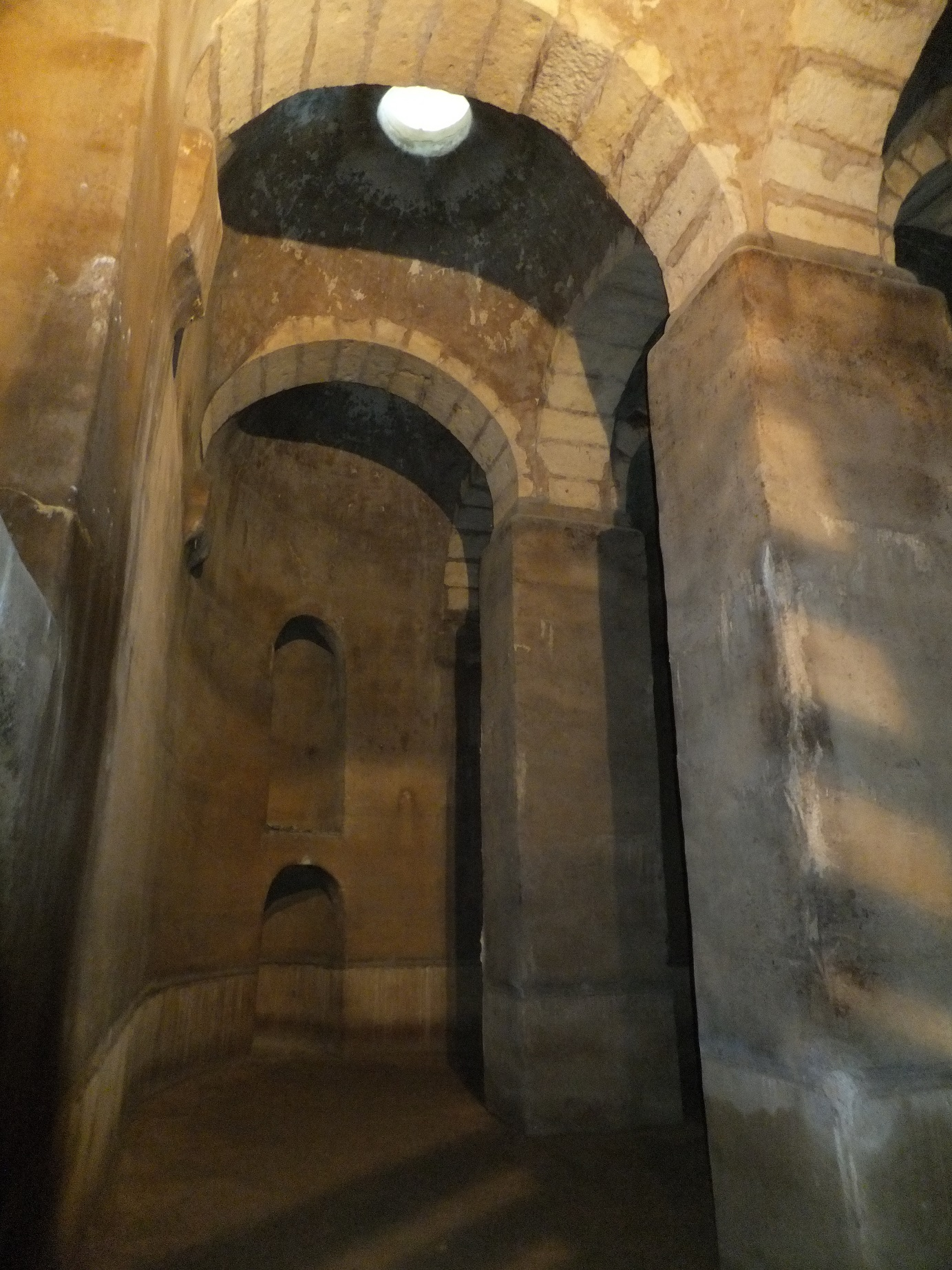
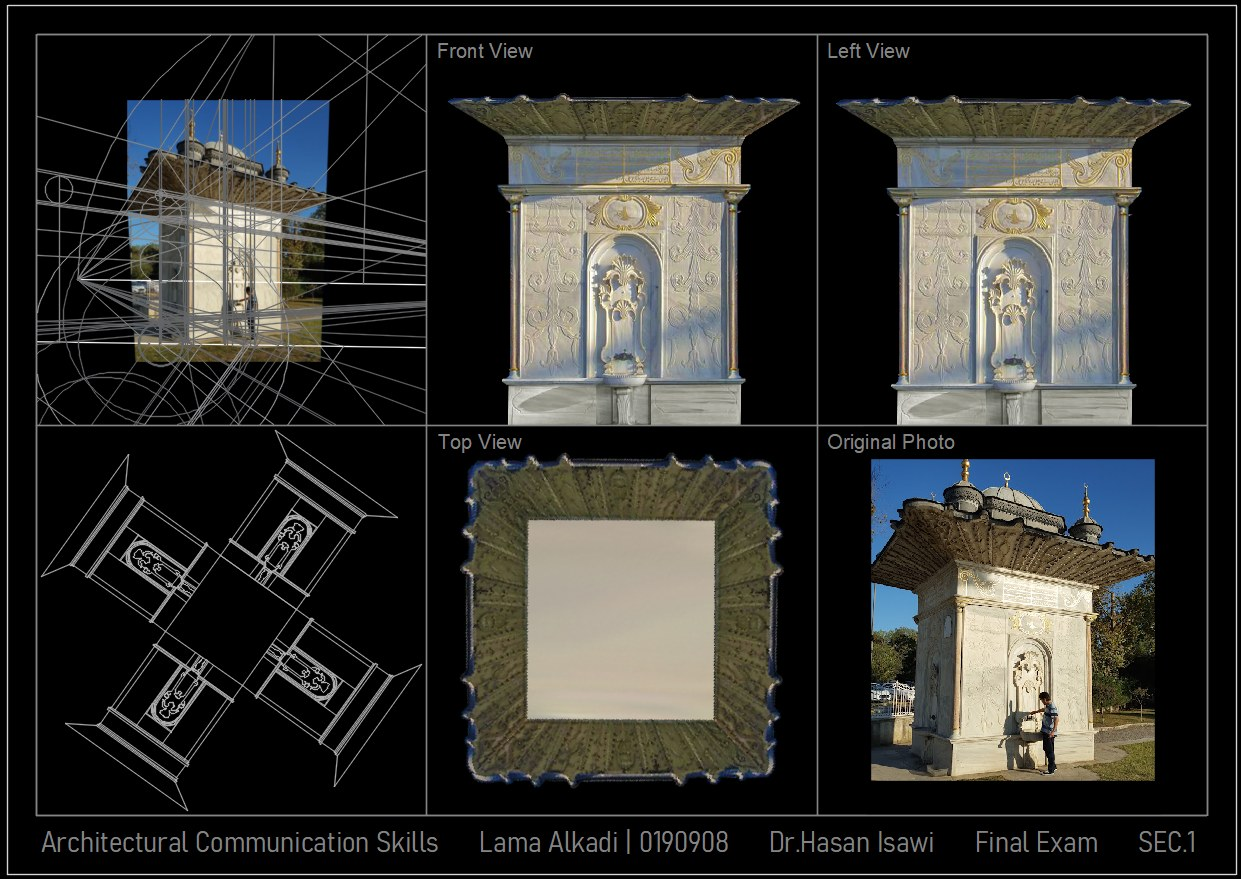
نافورة السلطان مهرشة